# Mi propia luz
Mi propia luz es el segundo disco del exintegrante del grupo chileno Lucybell Francisco González, lanzado en 2006.
Este es el primer disco de Francisco González que no tiene ningún cruce con Lucybell (el anterior fue mientras estaba con este grupo).

## Lista de canciones
- Tú
- Sueño eterno
- Sólo quiero
- Te necesito
- Destino
- Mi propia luz
- Te perdí
- Respirar
- En tu corazón
- A tus labios
- Sombras

- Datos: Q6012543